# 中野区立野方小学校
中野区立野方小学校（なかのくりつ のがたしょうがっこう）は、東京都中野区新井三丁目にあった公立小学校。2011年（平成23年）3月をもって閉校し、沼袋小学校と統合し跡地に新設の平和の森小学校となる。

## 沿革
- 1882年（明治15年） - 桃園小学校より分離、沼畊小学校創立
- 1903年（明治36年） - 野方町立野方尋常小学校と改称
- 1905年（明治38年） - 野方町立野方尋常高等小学校と改称
- 1926年（大正15年） - 野方町立野方第四尋常小学校（現・上高田小学校）、野方町立野方第五尋常小学校（現・啓明小学校）設置
- 1932年（昭和7年） - 東京府東京市野方尋常小学校と改称
- 1936年（昭和11年） - 東京市北原野方尋常小学校（現・北原小学校）を分離
- 1938年（昭和13年） - 東京市新井尋常小学校（現・新井小学校）を分離
- 1941年（昭和16年） - 東京市野方国民学校と改称
- 1943年（昭和18年） - 東京都野方国民学校と改称
- 1947年（昭和22年） - 中野区立野方小学校と改称
- 1957年（昭和32年）4月1日 - 中野区立沼袋小学校を分離し開校
- 2011年（平成23年）3月25日 - 平成22年度終了式。この日をもって閉校

## 交通
最寄り駅
- 新宿線 沼袋駅 - 徒歩約12分
- 新宿線 野方駅 - 徒歩約12分
- 中央・総武線 中野駅 - 徒歩約20分